# Équipe du Canada de baseball
Uniformes
L'équipe du Canada de baseball représente le Canada lors des compétitions internationales, comme le Classique mondiale de baseball, les Jeux olympiques ou la Coupe du monde de baseball notamment.

## Palmarès
Jeux olympiques
- 1992 : non qualifiée
- 1996 : non qualifiée
- 2000 : non qualifiée
- 2004 : 4e
- 2008 : 6e

Classique mondiale de baseball
- 2006 : éliminée au 1er tour
- 2009 : éliminée au 1er tour
- 2013 : éliminée au 1er tour
- 2017 : éliminée au 1er tour
- 2023 : Phase de groupes

Coupe du monde de baseball
| - 1939 : non qualifiée - 1940 : non qualifiée - 1941 : non qualifiée - 1942 : non qualifiée - 1943 : non qualifiée - 1944 : non qualifiée - 1945 : non qualifiée - 1947 : non qualifiée - 1948 : non qualifiée - 1950 : non qualifiée |  | - 1951 : non qualifiée - 1952 : non qualifiée - 1953 : non qualifiée - 1961 : non qualifiée - 1965 : non qualifiée - 1969 : non qualifiée - 1970 : 10e - 1971 : 7e - 1972 : 9e |  | - 1973 : non qualifiée - 1974 : 5e - 1976 : non qualifiée - 1978 : 9e - 1980 : 5e - 1982 : 5e - 1984 : non qualifiée - 1986 : non qualifiée - 1988 : 5e |  | - 1990 : 8e - 1994 : 11e - 1998 : 11e - 2001 : 11e - 2003 : 10e - 2005 : 10e - 2007 : 9e - 2009 : 3e - 2011 : 3e |

Jeux panaméricains
- 1999 :  3e
- 2011 :  1e
- 2015 :  1e

Coupe intercontinentale de baseball
| - 1973 : 5e - 1975 : 4e - 1977 : 8e - 1979 : non qualifiée - 1981 : 5e - 1983 : 7e |  | - 1985 : 5e - 1987 : 5e - 1989 : non qualifiée - 1991 : non qualifiée - 1993 : non qualifiée - 1995 : non qualifiée |  | - 1997 : non qualifiée - 1999 : non qualifiée - 2002 : non qualifiée - 2006 : non qualifiée - 2010 : non qualifiée |